# The Fatal Glass of Beer
The Fatal Glass of Beer ist eine US-amerikanische Kurzfilm-Komödie von Clyde Bruckman aus dem Jahre 1933. In der Hauptrolle spielt W. C. Fields, der sich auch für das Drehbuch verantwortlich zeigte.

## Handlung
Das Ehepaar Snavely führt eine harte, aber tugendhafte Existenz in einer verschneiten Holzhütte im abgelegenen Yukon. Mr. Snavely betätigt sich dort als Goldsucher. Der Sohn des Ehepaares, Chester, verließ sie vor einigen Jahren, um in der großen Stadt nach Arbeit zu suchen, geriet jedoch durch einen hedonistischen Lebensstil und Alkoholkonsum in die Kriminalität. Schließlich musste Chester wegen des Diebstahls einiger Wertpapiere ins Gefängnis. Mr. Snavely singt daher dem Officer Posthlewhistle von den Canadian Mounties das Lied vom „fatalen Glas Bier“ vor, welches eindringlich vor dem Alkohol warnt. Der Officer ist zutiefst berührt und muss weinen.
Gerade als das Ehepaar beim Abendessen wieder von ihrem Sohn spricht, kehrt der aus dem Gefängnis entlassene Chester nach Hause zurück, wo er von seinen Eltern freudig wieder aufgenommen wird. Als Mr. Snavely draußen die Elche melkt, fragt Mrs. Snavely ihren Sohn, ob er die Wertpapiere damals wirklich gestohlen habe. Chester bejaht das, woraufhin Mrs. Snavely sagt, er solle kein Wort darüber gegenüber seinem Vater verlieren, da es ihm das Herz brechen würde. Wenig später spricht Mr. Snavely seinen Sohn an, ob er die Wertpapiere gestohlen habe, was dieser wiederum bejaht. Auch Mr. Snavely fordert von Chester Stillschweigen, da es der Mutter das Herz brechen würde, wenn sie es erführe. Chester erklärt, er habe die gestohlenen Wertpapiere damals aus Reue weggeschmissen. Als seine plötzlich geldgierigen Eltern das erfahren, machen sie ihm das zum Vorwurf und werfen ihn brutal aus dem Haus in die eisige Nacht.

## Hintergrund
The Fatal Glass of Beer war der zweite von insgesamt vier zwanzigminütigen Filmen, die W. C. Fields für Komödienproduzent Mack Sennett drehte. Die Handlung basiert auf einem Bühnenstück, welches vor den Gefahren des Alkohols warnen wollte. Moralische Stücke dieser Art waren damals beim Publikum beliebt und Fields, der für seine Trinkfreudigkeit berüchtigt war, wollte sie auf zynische Weise parodieren. Am Ende entpuppt sich passenderweise das als moralisches Vorbild gezeigte Ehepaar als besonders habgierig. Die vier Schauspieler tragen ihren Text mit übertriebener Melodramatik vor, in den vielen sentimentalen Szenen wird auf ausufernde Weise geweint. Gleichzeitig macht sich Fields auch über die Bühnenhaftigkeit des Stoffes und der Verfilmung lustig. Gleich sieben Mal im Verlaufe des Films tritt Mr. Snavely an die Tür, um den inzwischen berühmt gewordenen Satz
„And it ain’t a fit night out for man nor beast“
auszusprechen. Daraufhin bekommt Snavely vom Wind einen Schneeball ins Gesicht geworfen, wobei bewusst klar erkennbar ist, dass jemand ihn auf Mr. Snavely wirft. Einmal sagt Snavely daraufhin über den Schnee: „It tastes just like corn flakes“ („Er schmeckt nach Cornflakes“). Damit wird auf den Fakt angespielt, dass weiß gefärbte Cornflakes bis in die 1940er-Jahre als Filmschnee verwendet wurden. Auch an anderen Stellen betont Fields die Künstlichkeit der Verfilmung: Bei dem von ihm auf der Zither gespielten Lied Fatal Glass of Beer stimmen Musik und die Handbewegungen auf der Zither selten überein, zudem singt er falsch; mehrmals geht Fields durch extrem schlechte Rückprojektionen, die dem Zuschauer deutlich machen, dass dieser Film nicht in Yukon, sondern in Hollywood gedreht wurde. Des Weiteren setzt Field auf surrealistischen Humor, es kommen beispielsweise ohne jeden Grund zwei Indianer vor, die im Haus der Snavelys sitzen und sofort wieder aus der Handlung verschwinden, und Fields tunkt eine ein Meter lange Brotstange in seine Suppe.

## Rezeption
The Fatal Glass of Beer wurde damals von der Kritik missachtet, gilt vielen aber heute als der bemerkenswerteste Kurzfilm von W. C. Fields. Turner Classic Movies nannte den Film ein „fröhlich exzentrisches Meisterwerk“ Allmovie bemerkte, dass der Film „in vielerlei Hinsicht“ zu den besten von Fields gehöre. Auch aus heutiger Sicht überzeuge noch die „surreale Natur der Komik, ganz darauf ausgerichtet, die übertriebene Dramatik und die philosophischen Vorstellungen dieser Zeit zu veralbern.“
Bob Dylan zitiert im Song Lonesome Day Blues auf seinem Album “Love and Theft” den Film und singt „the weather’s not fit for man or beast!“.
In der Military-Science-Fiction-Serie Space 2063 werden in der Episode „Bacchus“ Ausschnitte des Films gezeigt.